# 承安镇
承安镇，是中华人民共和国河北省石家庄市新乐市下辖的一个乡镇级行政单位。

## 行政区划
承安镇下辖以下地区：
承安铺村、木运铺村、新街铺村、三合铺村、东关村、北坛村、东五楼村、西五楼村、三里铺村、张史庄村、白家园村、邯村、北五楼村、赤支村、良庄村、里辉村、辛岸村、陶家庄村、凤鸣村、回头岗村、田村铺村、范家庄村、西紫烟村、东紫烟村、西王庄村、东王庄村、小郭庄村、十三里村和二里半村。

## 交通
- 京广铁路：承安铺站